# Ђанлука Замброта
Ђанлука Замброта (итал. Gianluca Zambrotta; Комо, 19. фебруар 1977) је бивши италијански фудбалер. Замброта је у својој каријери наступао за Комо, Бари, Јувентус, Барселону, Милан и Кијазо. Са Јувентусом је освојио четири титуле првака Италије (две одузете због афере калчополи), а био је члан репрезентације Италије која је освојила Светско првенство у фудбалу 2006.

## Каријера
Замброта је каријеру почео у Кому, и за први тим је дебитовао када му је било 17 година. Те сезоне је Комо играо у Серији Б а Замброта је забележио само један наступ. Наредне две сезоне у Серији Ц је забележио 47 утакмица и постигао шест голова.
Свој први наступ у Серији А је забележио 1997. у дресу Барија. Бари је те сезоне изборио пласман у Серију А, а Замброта је био једно од појачања. У својој другој сезони у Барију је одиграо 32 утакмице и постигао је четири гола. Одличним паартијама те сезоне скренуо је пажњу тадашњег тренера Јувентуса, Карла Анчелотија који га је довео у свој клуб за 8 милиона евра.
У својој првој сезони у Јувентусу, Замброта је одиграо 32 утакмице уз један дат гол. У последњем колу, 14. маја 2000. Јувентус је изгубио на гостовању од Перуђе са 1-0 и тако остао без титуле. На тој утакмици Замброта је добио црвени картон.
Следеће сезоне је наступао на 29 утакмица у првенству и био стрелац три поготка, а Јувентус је поново првенство завршио као други. Свој прву титулу шампиона је освојио у сезони 2001/02. Те сезоне је одиграо 32 утакмице и једном био стрелац.
На Светско првенство 2002. у утакмици против Јужне Кореје, Замброта се повредио и због тога је пропустио почетак нове сезоне. То је искористио Мауро Каморанези, који се усталио у стартној постави Јувентуса. Када се опоравио од повреде, тадашњи тренер Марчело Липи га је са позиције крила пребацио на позицију левог бека. На новој позицији се добро снашао и помогао је свом тиму да дође до друге титуле првака. Те сезоне је Јувентус стигао и до финала Лиге шампионе у коме је поражен од Милана након извођења једанаестераца.
Замброта је са Јувентусом освојио две титуле првака (две титуле освојене 2005. и 2006. су им одузете због скандала око намештања утакмица). Након што је Јувентус 2006. избачен из Серије А, Замброта је одлучио да напусти клуб. За њега субили заинтересовани Милана, Челси, Реал Мадрид и Барселона. Заједно са Лилијаном Тирамом је прешао у Барселону, која је за њега платила обештећење од 14 милиона евра.
За свој нови клуб је дебитовао 13. августа 2006. на пријарељској утакмици против Њујорк ред була. Прву званичну утакмицу одиграо је против Еспањола у Суперкупу, а први пут се уписао у стрелце против Рекреативо Уелве.
Поново се вратио у Италију 31. маја 2008. када је са Миланом потписао трогодишњи уговор. Милан је за њега Барселони платио 9 милиона евра. Свој први гол за Милан је постигао 21. септембра 2008. против Лација у првенству.

## Репрезентација
- За младу фудбалску репрезентацију Италије је одиграо 13 утакмица и постигао је један гол, (1998-2000);
- За сениорску репрезентацију Италије је одиграо 98 утакмицу и постигао је два гола, (1999-2010)

Својим добрим партијама у дресу Барија Замброта је заслужио позив у младу репрезентацију. За њу је дебитовао 25. марта 1998. против Малте. У свом другом мечу 22. априла 1998. против Велса, постигао је свој први гол за младу репрезентацију.
Дебитовао је за сениорску репрезентацију 10. фебруара 1999. Тадшњи селектор Дино Зоф га је уврстио у тим за пријатељску утакмицу са Норвешком. Тиме је постао први играч Барија који је после 50 година добио позив да наступи за репрезентацију.
Зоф га је уврстио у састав за Европско првенство 2000. Био је стартер у победама над Турском и Белгијом. Последњи меч групне фазе против Шведске је преседео на клупи, исто као и утакмицу четвртине финала против Румуније. У полуфиналној утакмици против Холандије, Замброта је искључен у 34. минуту. Италија је у финале прошла након бољег извођења једанаестераца, где је поражена од Француске. Замброта је због искључења у полуфиналу био суспендован, па је пропустио финале.
Након Европског првенства учествовао је Олимпијским играма 2000. Играо је свих 90 минута у победама над Аустралијом и Хондурасом од по 1-0 и 3-0. У последњем мечу такмичања по групама, против Нигерије, у игру је ушао у 80. минуту. Италија је испала у четвртфиналу од Шпаније а Замброта је ту утакмицу преседео на клупи.
Замброта је учествовао на Светском првенству 2002. Провео је сваки минут на терену у утакмицама такмичења по групама, против Еквадора, Хрватске и Мексика. У осмини финала Италија је поражена од Јужне Кореје са 2-1 након продужетака. Замброта се на том сусрету повредио и у 72. минуту уместо њега у игру је ушао Анђело Ди Ливио.
У утакмицама у оквиру припрема пред одлазак на Европско првенство, Замброта је 30. маја 2004. на пријатељској утакмици против Туниса постигао свој први гол за репрезентацију. Италија је у том мечу славила са 4-0. На Европском првенству 2004. играо је у сва три меча групне фазе. Италија је прво играла 0-0 са Данском а затим 1-1 са Шведском. У последњем мечу је голом у надокнади времена савладала Бугарску са 2-1, али је због слабије гол-разлике такмичење завршила на трећем месту у групи и чиме је завршила учешће на овом шампионату.
У квалификацијама за Светско првенство 2006. Италију је као селектор предводио Марчело Липи. Он је унео доста новина у репрезентацију а једна од њих је била то да је Замброту пребацио са позиције десног на место левог бека. У тим квалификацијама Замброта је одиграо осам од десет утакмица своје репрезентације. На припремама пред одлазак на Светско првенство он се повредио. Због тога је Липи до задњег тренутка у репрезентацији држао Данијелеа Бонеру, за случај да се Замброта не опорави на време. Повреда је била таква да је Ђанлука Замброта пропустио само прву утакмицу у којој је Италија победила Гану са 2-0. У другој утакмици, против Сједињених Америчких Држава, је био од почетка утакмице у саставу. На том мечу Кристијан Закардо је постигао аутогол, а Данијеле Де Роси је добио црвени картон, па је Италија извукла само бод. У последњем колу, против Чешке, у стартној постави је Закарда, због слабе игре у претходној утакмици, на месту десног бека заменио Замброта, док је место уз леву аут линију заузео Фабио Гросо. Италији је за пролазак даље био потребан само бод, али они су успели да дођу до победе од 2-0.
У осмини финала, Италија је избацила Аустралију, победом од 1-0 оствареном у надокнади времена. У четвртини финала су добили Украјину са 3-0, а у полуфиналу Немачку са 2-0, након продужетака. У финалу су били бољи од Француске 5-3, након пенала. У регуларном току је било 1-1. Италија је тако освојила своју четврту титулу првака света.
На Европском првенству 2008. одиграо је сваки минут за своју селекцију. У групи Ц Италија је заузела друго место и пласирала се у четвртфинале. У првој утакмици је поражена од Холандије са 3-0, затим је играла нерешено 1-1 са Румунијом, а потоп је пролаз даље обезбедила у последњем колу победом над Француском од 2-0. У четвртини финала их је избација Шпанија након извођења једанаестераца.

## Трофеји

### Јувентус
- Првенство Италије (4) : 2001/02, 2002/03, 2004/05. и 2005/06.
- Суперкуп Италије (2) : 2002 и 2003.
- Интертото куп (1) : 1999.

### Барселона
- Суперкуп Шпаније (1) : 2006.

### Милан
- Првенство Италије (1) : 2010/11.
- Суперкуп Италије (1) : 2011.

### Репрезентација
- Светско првенство (1) : 2006.